# Hersiliola versicolor
Hersiliola versicolor är en spindelart som först beskrevs av John Blackwall 1865.  Hersiliola versicolor ingår i släktet Hersiliola och familjen Hersiliidae. Inga underarter finns listade i Catalogue of Life.